# Gradiva (film, 2006)
Pour les articles homonymes, voir Gradiva (homonymie).
Pour plus de détails, voir Fiche technique et Distribution.
Gradiva (sous-titré C'est Gradiva qui vous appelle) est un film franco-belge réalisé par Alain Robbe-Grillet, sorti en 2006.

## Synopsis
Au Maroc, un homme, qui étudie Delacroix, aperçoit une femme mystérieuse, lumineuse, tout de blanc vêtue, traverser les rues de la ville. Il la suit, obsédé.

## Fiche technique
- Titre : Gradiva (C'est Gradiva qui vous appelle)
- Réalisation : Alain Robbe-Grillet
- Scénario : Alain Robbe-Grillet, d'après Gradiva, roman de Wilhelm Jensen
- Photographie : Dominique Colin
- Montage : France Duez
- Pays d'origine :  France /  Belgique
- Langue originale : français
- Format : couleur
- Genre : drame
- Dates de sortie : 
  -  Italie : 8 septembre 2006 (Festival de Venise)
  -  France : 9 mai 2007

## Distribution
- James Wilby : John Locke
- Arielle Dombasle : Leila / Gradiva
- Dany Verissimo-Petit : Belkis
- Farid Chopel : Anatoli
- Lotfi Yahya Jedidi : Le mendiant
- Marie Espinosa : Claudine
- Farida Khelfa : Elvira
- Faycal Attougui : Guard
- Mohamen Mehdi Ouazanni : Commissaire Madhi
- Pascal Judelewicz : Le photographe
- Asmaa Bouafia : Nina
- Siham Lahkim : Servante
- Hamid Nider : Kaleb
- Zineb Nijih : Djamila